# Raimundo Nogueira da Cruz e Castro
Raimundo Nogueira da Cruz e Castro foi um militar e político brasileiro.
Foi 3º vice-governador do Maranhão, assumindo o governo em dois períodos, de 1 a 19 de novembro de 1902 e de 8 de novembro de 1904 a 4 de janeiro de 1905.